# Force Al-Qods
Ne doit pas être confondu avec brigades Al-Qods.
Pour les articles homonymes, voir Al-Qods.
La Force Al-Qods (en persan : سپاه قدس, sepāh-e qods), est une unité d'élite du Corps des Gardiens de la révolution islamique, en Iran.
Fondée en 1988,[Pas dans la source], elle est spécialisée dans la guerre non conventionnelle, le renseignement, et les opérations extérieures.

## Histoire
Le nom de la force Al-Qods vient de l'appellation arabe de Jérusalem.
Depuis la révolution islamique de 1979, l'Iran appelle au djihad contre Israël[source insuffisante],.
La force Al-Qods est créée après la guerre Iran-Irak, en tant qu'unité spéciale détachée du Corps des gardiens de la révolution islamique,. Après la guerre, elle fournit un soutien aux Kurdes, combattant le régime de Saddam Hussein pour la création d'un Kurdistan irakien. En 1982, une unité Qods est déployée au Liban, où elle participe à la création du Hezbollah. La force Al-Qods étend aussi ses opérations vers l'Afghanistan voisin, notamment en aidant le mouvement chiite Hezbe Wahdat d'Abdul Ali Mazârî en lutte contre le gouvernement de Mohammad Najibullah. Par la suite, il finance et soutient l'Alliance du Nord du commandant Massoud contre les Talibans. Néanmoins, récemment, la force Al-Qods est soupçonnée d'avoir aidé les combattants talibans contre le gouvernement d'Hamid Karzai, soutenu par l'ONU et les États-Unis,. Lors de la guerre de Bosnie, la Force Al-Qods soutient également les Bosniaques.
Elle est également intervenue en Syrie, pendant la guerre civile, aux côtés des forces de l'État.

## Commandement et organisation
La force Al-Qods est dirigée par le général Ismael Qaani, depuis la mort le 3 janvier 2020 du général Qassem Soleimani, tué lors d'un frappe américaine à l'aéroport de Bagdad.
| Commandant       | Période            |
| ---------------- | ------------------ |
| Ahmad Vahidi     | 1990 - 1997        |
| Qassem Soleimani | 1997 - 2020        |
| Ismael Qaani     | 2020 - aujourd’hui |

Elle est considérée comme active dans une douzaine de pays. Selon l'ancien analyste des renseignements militaires de l'US Army David Dionisi, elle est organisée géographiquement en 8 directions différentes :

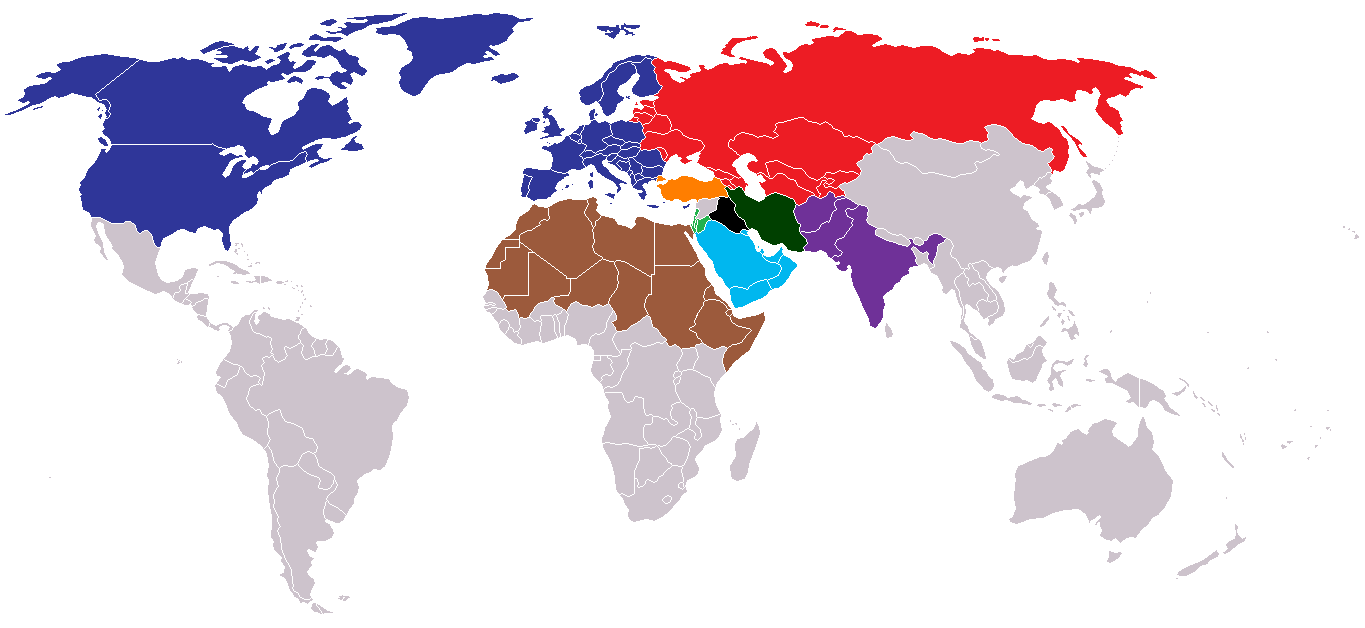
Carte des 8 directions de la force Al-Qods

- Les pays occidentaux (incluant les anciens pays du bloc de l'Est)
- L'ancienne URSS ;
- L'Irak et l'Iran ;
- L'Afghanistan, le Pakistan et l'Inde ;
- Israël, le Liban, la Palestine et la Jordanie ;
- La Turquie ;
- L'Afrique du Nord ;
- La Péninsule arabique.